# Giorgi Rekhviashvili
Giorgi Rekhviashvili (Tiflis, 1 de febrero de 1988) es un futbolista georgiano que juega en la demarcación de defensa para el Macarthur FC de la Erovnuli Liga

## Selección nacional
Tras jugar con las categorías inferiores de la selección, finalmente hizo su debut con la selección de fútbol de Georgia en un partido amistoso contra Uzbekistán que finalizó con un resultado de empate a dos tras los goles de Teimuraz Shonia y Saba Lobjanidze para Georgia, y un doblete de Eldor Shomurodov para Uzbekistán.

## Clubes
| Club                       | País    | Año       | Partidos | Goles |
| -------------------------- | ------- | --------- | -------- | ----- |
| FC Metalurgi Rustavi       | Georgia | 2008      | 10       | 2     |
| FC Mglebi Zugdidi (cedido) | Georgia | 2008      | 12       | 2     |
| FC Metalurgi Rustavi       | Georgia | 2008-2011 | 67       | 4     |
| SK Dinamo Tiflis           | Georgia | 2011-2012 | 53       | 0     |
| SK Dinamo Tiflis "B"       | Georgia | 2012      | 1        | 0     |
| FC Chikhura Sachkhere      | Georgia | 2013-2014 | 41       | 8     |
| SK Dinamo Tiflis           | Georgia | 2014      | 15       | 1     |
| SK Dinamo Tiflis "B"       | Georgia | 2014      | 1        | 0     |
| Boluspor                   | Turquía | 2014-2015 | 6        | 0     |
| FC Chikhura Sachkhere      | Georgia | 2016      | 28       | 1     |
| FC Locomotive Tbilisi      | Georgia | 2017      | 32       | 3     |
| FC Saburtalo Tbilisi       | Georgia | 2018      | 32       | 2     |
| Levadiakos FC              | Grecia  | 2019      | 10       | 0     |
| FC Saburtalo Tbilisi       | Georgia | 2019      | 24       | 1     |
| FK Ventspils               | Letonia | 2020      | 25       | 0     |
| FC Shukura Kobuleti        | Georgia | 2021      | 29       | 0     |
| FC Dinamo Batumi           | Georgia | 2022-     | 21       | 0     |